# Wele Nzas (F073)
Wele Nzas (F073) je fregata a zároveň vlajková loď námořnictva Rovníkové Guiney.

## Stavba
Konstrukce fregaty byla navržena v ukrajinském Nikojevu, přičemž stavba proběhla v bulharské loděnici MTG Dolphin ve Varně. Oficiálně byla Wele Nzas stavěna jako záchranné plavidlo jménem Savior. Kýl plavidla byl založen 21. května 2012. Trup byl spuštěn na vodu 26. února 2013. Dokončení a vystrojení plavidla proběhlo v plovoucím doku loděnice Astilleros de Guinea Ecuatorial (ASABA GE) v přístavu Malabo. Do služby fregata vstoupila 3. června 2014.

## Konstrukce
Výzbroj tvoří dva 76,2mm kanóny AK-176, dva kanónové komplety blízké obrany AK-630M a dva 22hlavňové raketomety MS 227 ráže 140 mm. Loď na zádi nese přistávací plochu pro vrtulník. Pohonný systém tvoří čtyři naftové motory Caterpillar C280. Nejvyšší rychlost dosahuje 25 uzlů.